# Emanuel Pogatetz
Emanuel Pogatetz, avstrijski nogometaš, * 16. januar 1983, Gradec, Avstrija.
Pogatetz je nekdanji član Middlesbrougha in avstrijske reprezentance.